# شورلت تراورس

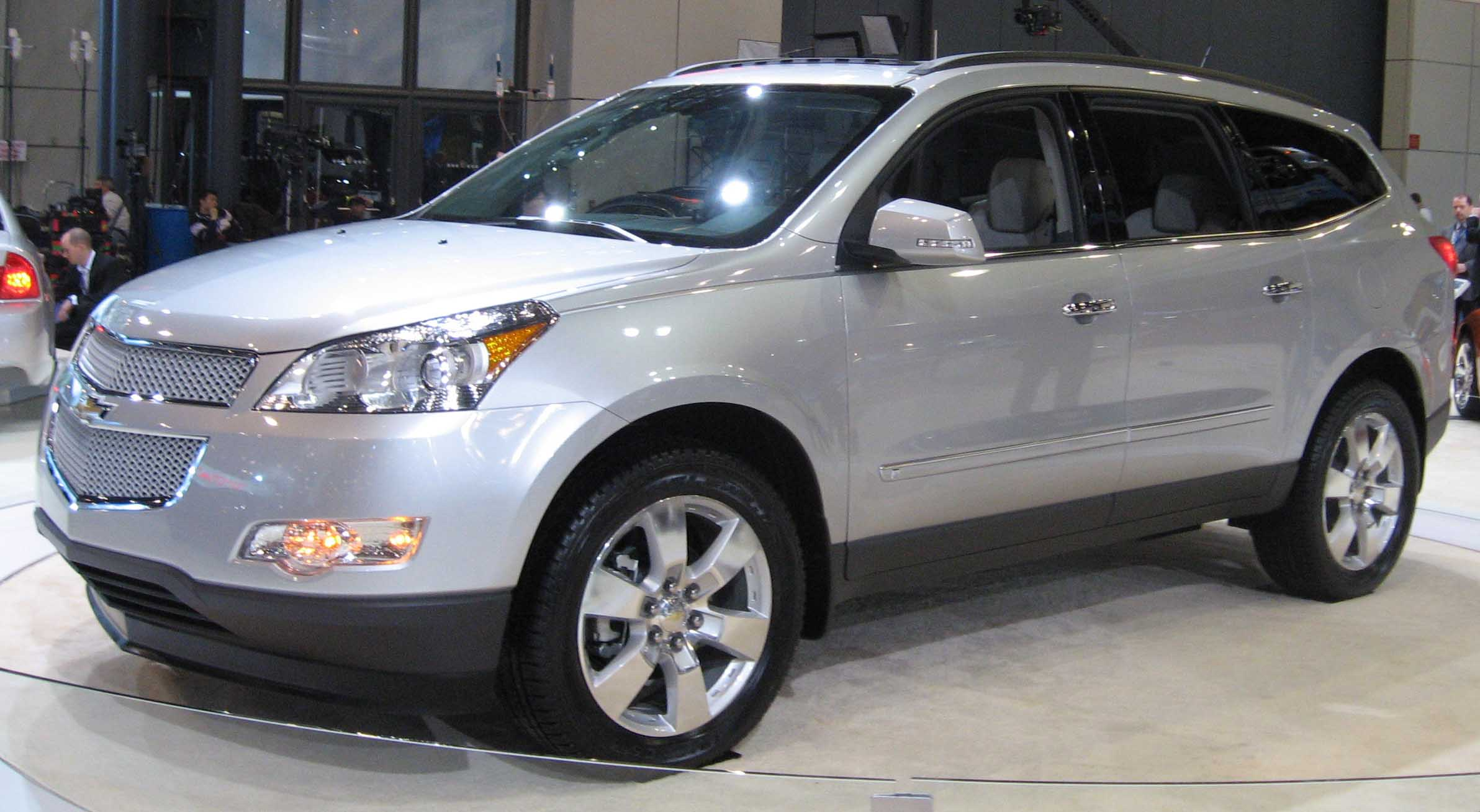

شورلت تراورس (به انگلیسی: Chevrolet Traverse) یکی از مدل‌های کوچکتر شاسی‌بلند شرکت شورلت است.